# A Naprendszer égitestjeinek listája
Ez a szócikk felsorolja a Naprendszer fontosabb égitestjeit.

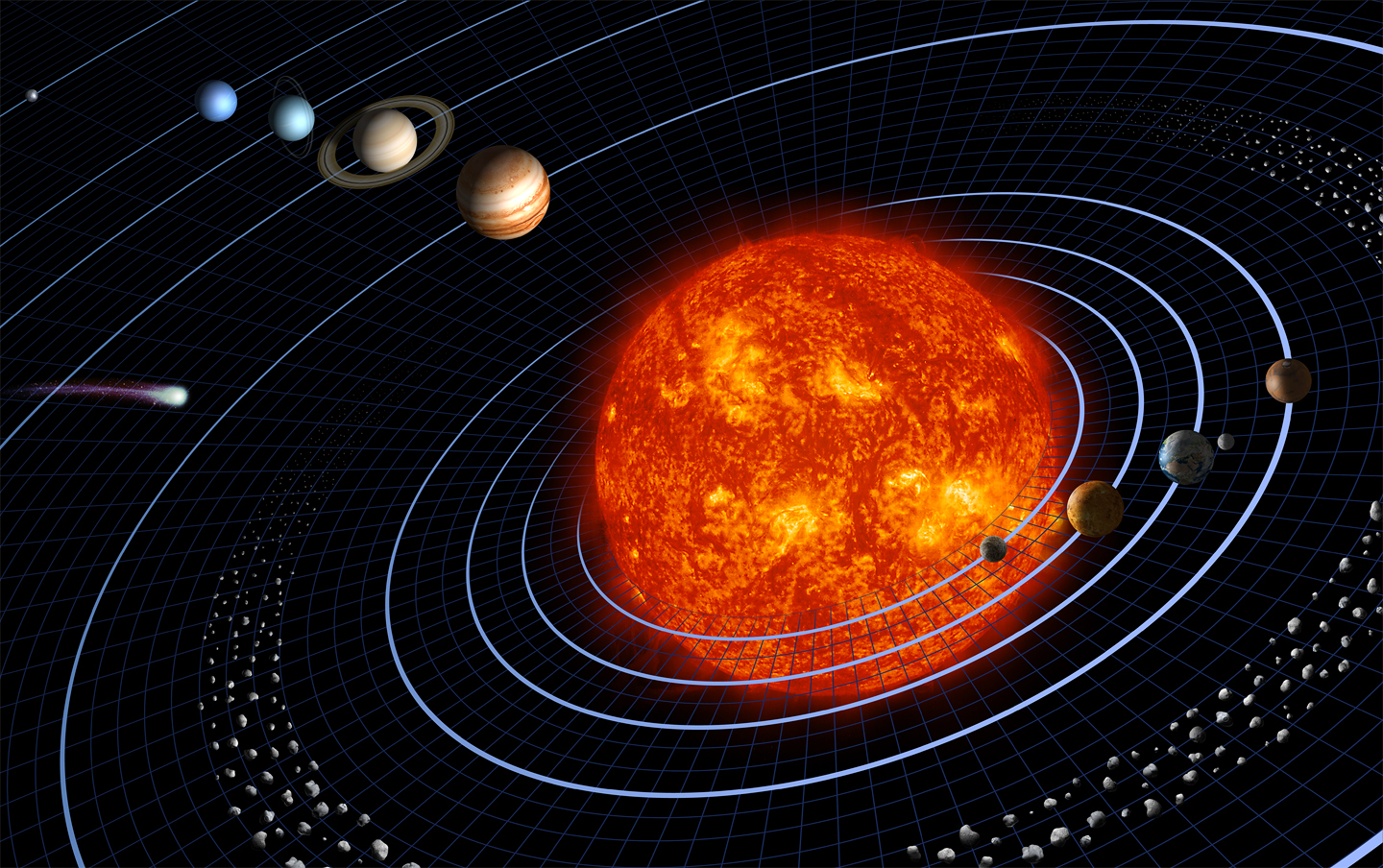
A Naprendszer néhány égitestje (nem méretarányosan)

## Nap
Naprendszerünk központi csillaga.

## Bolygók

### Föld típusú bolygók (kőzetbolygók)
- Merkúr
- Vénusz
- Föld
- Mars

### Óriásbolygók (gázbolygók)
- Jupiter
- Szaturnusz
- Uránusz
- Neptunusz

## Törpebolygók
A törpebolygók listája nem teljes, több olyan égitest is van, amiről nem tudni biztosan, hogy megfelel-e minden kitételnek, hogy törpebolygó legyen. Az alábbi listán azon törpebolygók szerepelnek, amelyekről bebizonyosodott, hogy megfelelnek a definíciónak.
- (1) Ceres
- (50000) Quaoar
- (90377) Sedna
- (90482) Orcus
- (134340) Pluto (2006. augusztus 24. előtt kőzetbolygóként tartották számon)
- (136199) Eris
- (136472) Makemake
- (136108) Haumea
- (225088) Gonggong

## Kisbolygók
A Naprendszer kisbolygóinak felsorolása gyakorlatilag lehetetlen, hiszen 1 296 955 darab (2023. június 12.-i adat) található a naprendszerünkben. Az alábbi listán néhány fontosabb kisbolygó szerepel.
- 2 Pallas
- 3 Juno
- 4 Vesta
- 5 Astraea
- 6 Hebe
- 7 Iris
- 8 Flora
- 21 Lutetia
- 44 Nysa
- 216 Kleopatra
- 243 Ida
- 253 Mathilde
- 433 Eros
- 434 Hungaria
- 908 Buda
- 951 Gaspra
- 1444 Pannonia
- 1452 Hunnia
- 2060 Chiron
- 2867 Šteins
- 3019 Kulin
- 3103 Eger
- 4483 Petőfi
- 19367 Pink Floyd
- 19521 Chaos
- 20000 Varuna
- 22824 von Neumann
- 25143 Itokawa
- 28196 Szeged
- 50000 Quaoar
- 82071 Debrecen
- 90377 Sedna
- 99942 Apophis
- 107052 Aquincum
- 157141 Sopron
- 2007 WD5
- 2008 TC3
- V774104

## Üstökösök
Néhány ismertebb üstökös:
- Halley-üstökös
- Borelly-üstökös
- Holmes-üstökös
- Shoemaker–Levy 9
- Encke-üstökös
- Swift-Tuttle-üstökös
- Hale–Bopp-üstökös

## Holdak

Néhány hold és a Föld méretarányos képe (a felső sorban a központi égitest nevével)

A Merkúr és Vénusz bolygóknak nincsen holdja.

### Föld
- Hold

### Mars
A Mars holdjai:
- Phobos
- Deimos

### Jupiter
A Jupiter 95 holddal rendelkezik (2023. március). A legnagyobb négy az ún. Galilei-holdak (†, 1610), amelyek tömege az összes hold több mint 99,99%-át teszi ki. A 21. századi gyakori felfedezések miatt az ismert holdak száma folyamatosan növekszik.
- Metis
- Adrastea
- Amalthea
- Thebe
- Io†
- Europa†
- Ganymedes†
- Callisto†
- Themisto
- Leda
- Ersa
- S/2018 J 2
- Himalia
- Pandia
- Lysithea
- Elara
- S/2011 J 3
- Dia
- S/2018 J 4
- Carpo
- Valetudo
- Euporie
- S/2003 J 18
- Eupheme
- S/2021 J 3
- S/2010 J 2
- S/2016 J 1
- Mneme
- Euanthe
- S/2003 J 16
- Harpalyke
- Orthosie
- Helike
- S/2021 J 2
- Praxidike
- S/2017 J 3
- S/2021 J 1
- S/2003 J 12
- S/2017 J 7
- Thelxinoe
- Thyone
- S/2003 J 2
- Ananke
- S/2022 J 3
- Iocaste
- Hermippe
- S/2017 J 9
- Philophrosyne
- S/2016 J 3
- S/2022 J 1
- Pasithee
- S/2017 J 8
- S/2021 J 6
- S/2003 J 24
- Eurydome
- S/2011 J 2
- S/2003 J 4
- Chaldene
- S/2017 J 2
- Isonoe
- S/2022 J 2
- S/2021 J 4
- Kallichore
- Erinome
- Kale
- Eirene
- Aitne
- Eukelade
- Arche
- Taygete
- S/2016 J 4
- S/2011 J 1
- Carme
- Herse
- S/2003 J 19
- S/2010 J 1
- S/2003 J 9
- S/2017 J 5
- S/2017 J 6
- Kalyke
- Hegemone
- S/2018 J 3
- S/2021 J 5
- Pasiphae
- Sponde
- S/2003 J 10
- Megaclite
- Cyllene
- Sinope
- S/2017 J 1
- Aoede
- Autonoe
- Callirrhoe
- S/2003 J 23
- Kore

### Szaturnusz
A Szaturnusznak 146 holdját ismerjük (2023. május). A 18. század végéig hét fő holdat fedeztek fel (†), amelyek tömege ma is az összes hold és a gyűrűk tömegének 99,96%-át teszi ki (ebből a Titán egyedül több mint 96%). A 19. században még két holdat fedeztek fel (Hyperion, Phoebe). A 21. századi gyakori felfedezések miatt a holdak száma folyamatosan növekszik (2023 májusában 63 új holddal bővült a lista).
- S/2009 S 1
- Pan
- Daphnis
- Atlas
- Prometheus
- Pandora
- Epimetheus
- Janus
- Aegaeon
- Mimas†
- Methone
- Anthe
- Pallene
- Enceladus†
- Tethys†
- Telesto
- Calypso
- Dione†
- Helene
- Polydeuces
- Rhea†
- Titan†
- Hyperion
- Iapetus†
- S/2019 S 1
- Kiviuq
- S/2005 S 4
- S/2020 S 1
- Ijiraq
- Phoebe
- S/2006 S 20
- S/2006 S 9
- Paaliaq
- Skathi
- S/2007 S 5
- S/2007 S 7
- S/2007 S 2
- S/2004 S 37
- S/2004 S 47
- S/2004 S 40
- Albiorix
- S/2019 S 2
- Bebhionn
- S/2007 S 8
- S/2004 S 29
- S/2019 S 3
- S/2020 S 7
- S/2004 S 31
- Erriapus
- Skoll
- Tarqeq
- S/2019 S 14
- S/2020 S 2
- Siarnaq
- S/2019 S 4
- S/2020 S 3
- S/2004 S 41
- Tarvos
- S/2020 S 4
- S/2004 S 42
- Hyrrokkin
- Greip
- S/2020 S 5
- S/2004 S 13
- S/2007 S 6
- Mundilfari
- S/2006 S 1
- S/2004 S 43
- S/2006 S 10
- S/2019 S 5
- Gridr
- Bergelmir
- Jarnsaxa
- Narvi
- Suttungr
- S/2007 S 3
- S/2004 S 44
- S/2006 S 12
- S/2004 S 45
- Hati
- S/2004 S 17
- S/2006 S 11
- S/2004 S 12
- Eggther
- S/2006 S 13
- S/2019 S 6
- S/2007 S 9
- S/2019 S 7
- S/2019 S 8
- Farbauti
- Thrymr
- Bestla
- S/2019 S 9
- S/2004 S 46
- Angrboda
- S/2019 S 11
- Aegir
- Beli
- S/2019 S 10
- S/2019 S 12
- Gerd
- S/2019 S 13
- S/2006 S 14
- Gunnlod
- S/2019 S 15
- S/2020 S 6
- S/2004 S 7
- S/2006 S 3
- S/2005 S 5
- Skrymir
- S/2006 S 16
- S/2006 S 15
- S/2004 S 28
- S/2020 S 8
- Alvaldi
- Kari
- S/2004 S 48
- Geirrod
- Fenrir
- S/2004 S 50
- S/2006 S 17
- S/2004 S 49
- S/2019 S 17
- Surtur
- S/2006 S 18
- Loge
- Ymir
- S/2019 S 19
- S/2004 S 21
- S/2019 S 18
- S/2004 S 39
- S/2019 S 16
- S/2004 S 53
- S/2004 S 24
- S/2004 S 36
- Thiazzi
- S/2019 S 20
- S/2006 S 19
- S/2004 S 34
- Fornjot
- S/2004 S 51
- S/2020 S 10
- S/2020 S 9
- S/2004 S 26
- S/2019 S 21
- S/2004 S 52

### Uránusz
Az Uránusz legalább 27 holddal rendelkezik (2003 őszi adat). (†1985 előtt csak öt fő hold volt ismert). Keringési idejük sorrendjében:
- Cordelia
- Ophelia
- Bianca
- Cressida
- Desdemona
- Juliet
- Portia
- Rosalind
- Cupid
- Belinda
- Perdita
- Puck
- Mab
- Miranda†
- Ariel†
- Umbriel†
- Titánia†
- Oberon†
- Francisco
- Caliban
- Stephano
- Trinculo
- Sycorax
- Margaret
- Prospero
- Setebos
- Ferdinand

### Neptunusz
A Neptunusz 14 holddal rendelkezik (2013. július).
- Naiad
- Thalassa
- Despina
- Galatea
- Larissa
- Hippocamp
- Proteus
- Triton
- Nereida
- Halimede
- Sao
- Laomedeia
- Psamathe
- Neso

### Törpebolygók holdjai
Néhány jelentősebb törpebolygó és holdjaik:
- Pluto:
  - Charon
  - Nix
  - Hydra
  - Kerberos
  - Styx
- Haumea:
  - Hi'iaka
  - Namaka
- Eris:
  - Dysnomia
- Makemake:
  - S/2015 (136472) 1
- Quaoar:
  - Weywot
- Orcus:
  - Vanth
- Gonggong:
  - Xiangliu

### Kisbolygók holdjai
Néhány jelentősebb kisbolygó és holdjaik:
- 243 Ida
  - Dactyl
- 65803 Didymos
  - Dimorphos
- 87 Sylvia
  - Remus
  - Romoulus
- 22 Kalliope
  - Linus
- 45 Eugenia
  - Petit-prince
  - S/200 (45) 1